# I'm Not a Girl, Not Yet a Woman
"I'm Not a Girl, Not Yet a Woman" je pjesma američke pjevačice Britney Spears. Objavljena je 5. veljače 2002. kao drugi singl u Europi i Oceaniji te treći u SAD-u s njenog trećeg studijskog albuma Britney.

## O pjesmi
Pjesmu su napisali Max Martin, Dido i Rami, a producenti su Max Martin i Rami. Pjesma se prvobitno trebala nalaziti samo na glazbenom zapisu filma Crossroads, ali ju je Spears odlučila uključiti na svom trećem albumu. Spears je izjavila kako je pjesma inspirativna i jedna od njenih najdražih pjesama koje je pjevala.

## Uspjeh na top listama
Iako je pjesma "I'm Not a Girl, Not Yet a Woman" promovirala film nije doživljeja veći uspjeh u SAD-u. Pjesma se nije plasirala na ljestvicu Billboard Hot 100.
U Europi je pjesma bila hit, plasirajući se na drugoj poziciji britanske ljestvice, u ostalim europskim zemljama se držala u najboljih 10. Na europskoj ljestvici Eurochart Hot 100 Singles pjesma se plasirala na drugoj poziciji, prva pozicija joj je ipak odmakla zbog Shakirine pjesme "Whenever, Wherever".

## Popis pjesama
| Britanski CD singl 1. "I'm Not a Girl, Not Yet a Woman" — 3:51 2. "I'm Not a Girl, Not Yet a Woman" [španjoljska radio verzija] — 3:28 3. "I Run Away" — 3:59 Američki promotivni vinilni singl - A strana: 1. "I'm Not a Girl, Not Yet a Woman" [španjoljska radio verzija] — 6:01 2. "I'm Not a Girl, Not Yet a Woman" [španjoljska remiks radio verzija] — 3:28 - B strana: 1. "I'm Not a Girl, Not Yet a Woman" [Chocolate Puma Mix] — 7:38 2. "I'm Not a Girl, Not Yet a Woman" — 3:51 Američki prmotivni singl 1. "I'm Not a Girl, Not Yet a Woman" — 3:51 2. "I'm Not a Girl, Not Yet a Woman" [Call-Out Research Hook] — 0:13 | Europski/australski CD singl 1. "I'm Not a Girl, Not Yet a Woman" — 3:51 2. "I'm Not a Girl, Not Yet a Woman" [španjoljska radio verzija] — 3:28 3. "I'm Not a Girl, Not Yet a Woman" [Chocolate Puma Dub] — 7:38 4. "I Run Away" — 3:59 5. "I'm Not A Girl, Not Yet A Woman" (Video) 6. "Crossroads" (USA Trailer) 7. Bonus spot: "Overprected" (The Darkchild Remix) The Singles Collection singl 1. "I'm Not a Girl, Not Yet a Woman" — 3:51 2. "I Run Away" — 3:59 Britanski/japanski DVD singl 1. "I'm Not a Girl, Not Yet a Woman" (spot) 2. "Las Vegas Live (Mega Mix) 3. "Crossroads" (isječak iz filma) |

## Videospot
Spears je snimala spot od 16. do 18. kolovoza na Antelopskom kanjonu u Arizoni. Snimljen je pod redateljskom palicom Wayna Ishama. Isham je htio da Spears bude okružena prirodom, zato se nisu koristili modernom tehnoligijom.

## Top liste

### Top liste
| Top liste (2002.)      | Najviša pozicija |
| ---------------------- | ---------------- |
| Australija             | 7                |
| Austrija               | 3                |
| Belgija (Flandrija)    | 22               |
| Belgija (Valonija)     | 26               |
| Europa                 | 2                |
| Finska                 | 16               |
| Francuska              | 15               |
| Irska                  | 3                |
| Italija                | 16               |
| Nizozemska             | 9                |
| Novi Zeland            | 40               |
| Njemačka               | 10               |
| Španjolska             | 30               |
| Švedska                | 4                |
| Švicarska              | 16               |
| Ujedinjeno Kraljevstvo | 2                |